# Barbi Sinclair
Barbi Sinclair (Warschau, 28 februari 1975) is de artiestennaam van een Poolse pornografisch actrice. Ze was als actrice actief van 2006 tot en met 2010, nu beheert ze samen met haar man een adult-website. 
Ze is sinds 2003 getrouwd met Jimmy Sinclair. 